# L'uomo puma
L'uomo puma è un film italiano del 1980 diretto da Alberto De Martino.

## Trama
In una notte preistorica, secondo un'antica leggenda azteca, arrivò sul nostro pianeta a bordo di una navicella spaziale sferica il dio Bianco. Egli si accoppiò con una terrestre dando origine al capostipite della stirpe degli Uomini Puma. L'ultimo erede di questa stirpe è il paleontologo britannico Tony Farmes. Infatti, il giovane studioso è il discendente diretto del dio Bianco e reincarnazione del primo Uomo Puma. A rivelargli questa sua discendenza è il sacerdote azteco Vadinho che gli consegna una magica cintura che conferisce all'Uomo Puma dei particolari poteri tra cui il volo, la super forza, l'intangibilità, proprietà taumaturgiche, ma non l'invulnerabilità fisica.
L'obiettivo di Vadinho è quello di fermare i megalomani piani del malvagio Kobras che ha rubato una maschera antica azteca per controllare l'intera popolazione mondiale. Infatti, l'oggetto trafugato da Kobras pur essendo antico è dotato di una particolare tecnologia avanzata in grado di ipnotizzare la gente e plasmarla al volere di chi la utilizza. Il compito dell'Uomo Puma sarà quello di recuperare l'antica reliquia scongiurando la conquista del mondo ad opera di Kobras e dei suoi seguaci.

## Produzione
Italo Zingarelli avviò presso il Teatro n. 6 della De Paolis il primo centro italiano dedicato agli effetti speciali. Nella circostanza fu effettuata, per L'uomo puma, la prima ripresa nella storia con proiezione frontale assiale a otto perforazioni.

## Critica
Il film venne giudicato debole dalla critica sia dal punto di vista della sceneggiatura che della realizzazione. La critica americana lo accolse negativamente, mettendo in evidenza una certa tendenza del cinema italiano degli anni ottanta che va ad imitare i prodotti hollywoodiani senza averne i mezzi e gli effetti speciali adeguati. L'Uomo puma, infatti, uscì per il grande schermo sfruttando l'onda del successo ottenuta dal film Superman di Richard Donner nel 1978. L'unica nota positiva venne invece riservata all'attore inglese Donald Pleasence, anche se la sua bravura fu inghiottita da una sceneggiatura debole e da un ruolo troppo grottesco e caricaturale.
Lo spunto fantascientifico del film proviene dalle teorie sulla discesa degli extraterrestri nell'antichità in America Latina. In particolare lo stile di pensiero New Age di Vadinho è ispirato al libro Gli extraterrestri torneranno di Erich von Däniken.
Secondo il critico Marco Giusti, "con L'uomo puma crolla tutto un cinema commerciale medio che era stato la forza della produzione italiana".

## Altri media
Il film è stato inserito nella serie cult Mystery Science Theater 3000. Nella puntata dedicata a L'uomo puma il film viene deriso, mettendo in risalto il fatto che a risolvere le situazioni nel film sia stato Vadinho, piuttosto che l'uomo puma che appare come un semplice aiutante.